# Echraf Abdallah
Echraf Abdallah (arabe : إشراف عبد الله), née le 14 janvier 1987 à Rejiche, est une handballeuse tunisienne. Elle mesure 1,81 m pour 69 kg.
Elle joue au poste de gardienne avec le Club africain. Elle fait également partie de l'équipe de Tunisie, avec laquelle elle participe au championnat du monde 2011 au Brésil, au championnat du monde 2015 au Danemark et au championnat du monde 2017 en Allemagne.

## Palmarès

### En club
- Championnat de Tunisie féminin de handball : 2017
- Coupe de Tunisie féminine de handball : 2017
- Coupe arabe des clubs vainqueurs de coupe de handball féminin : 2017

### En équipe nationale

#### Championnat du monde de handball
- 18e au championnat du monde 2011 ( Brésil)
- 21e au championnat du monde 2015 ( Danemark)
- 24e au championnat du monde 2017 ( Allemagne)

#### Championnat d'Afrique des nations
- Vainqueur du championnat d'Afrique des nations 2014 ( Algérie)